# Rathaus (Duisburg-Hamborn)

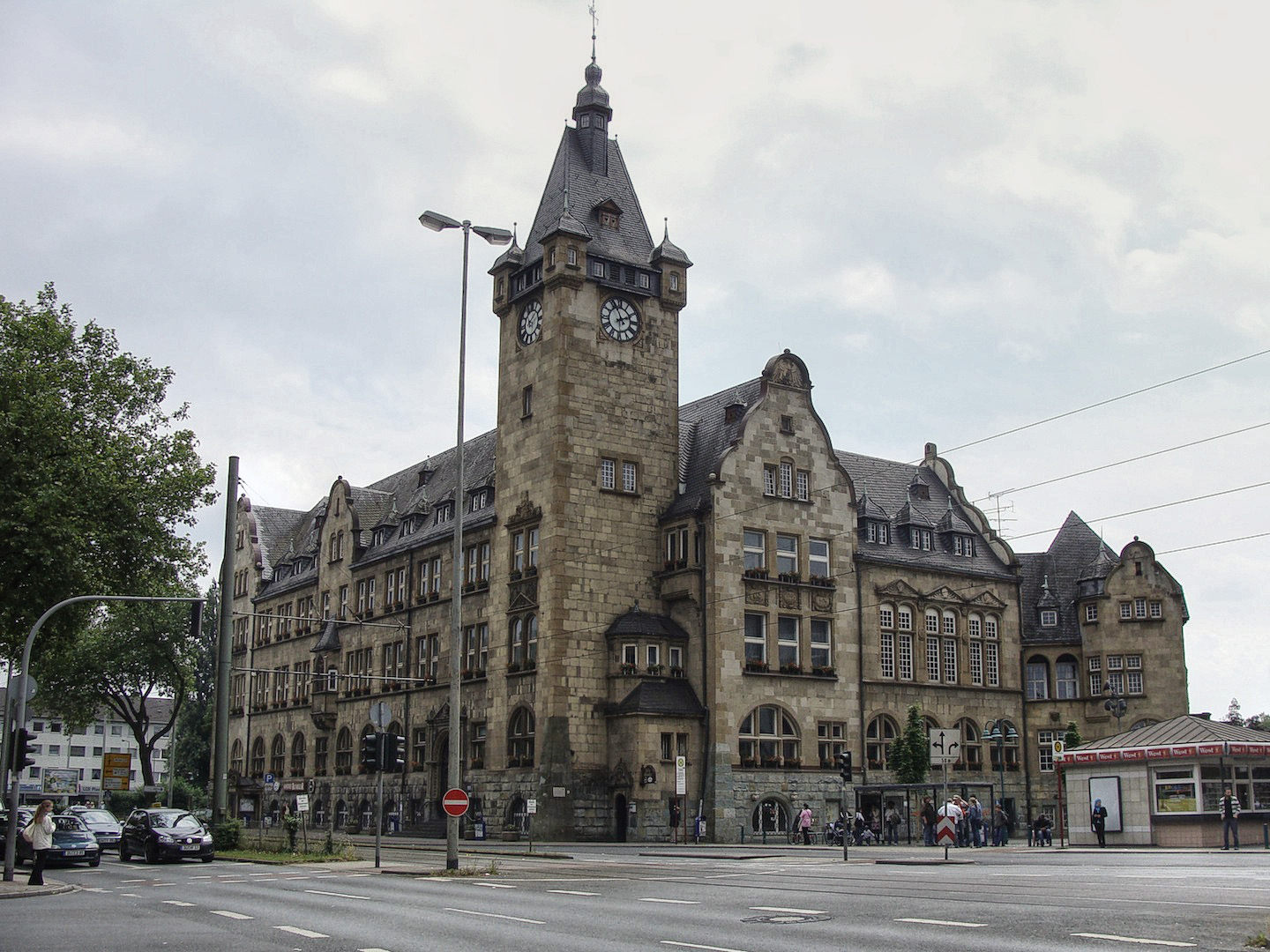
Hamborner Rathaus

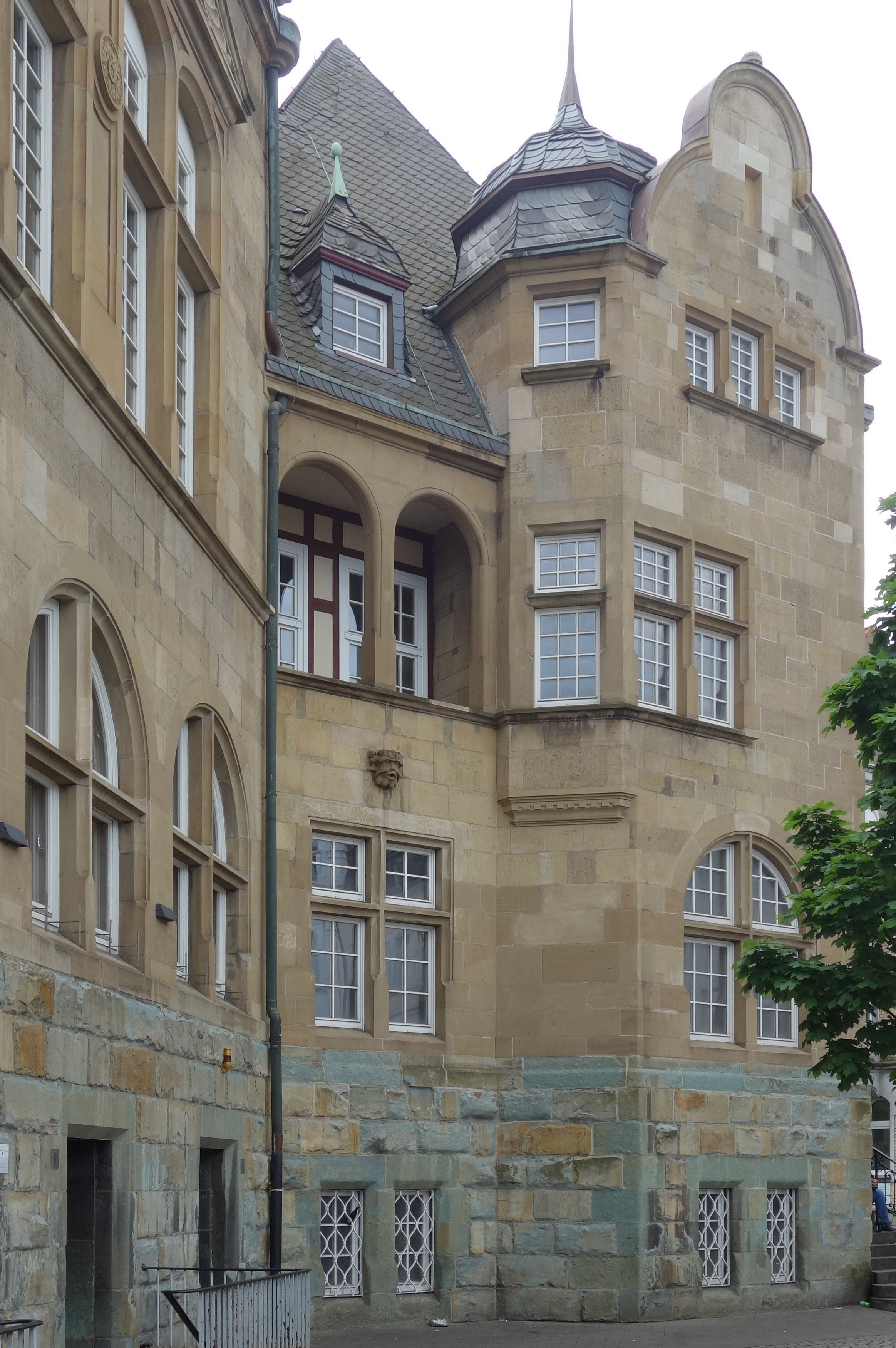
Neorenaissance-Fassade an der Rathausstraße

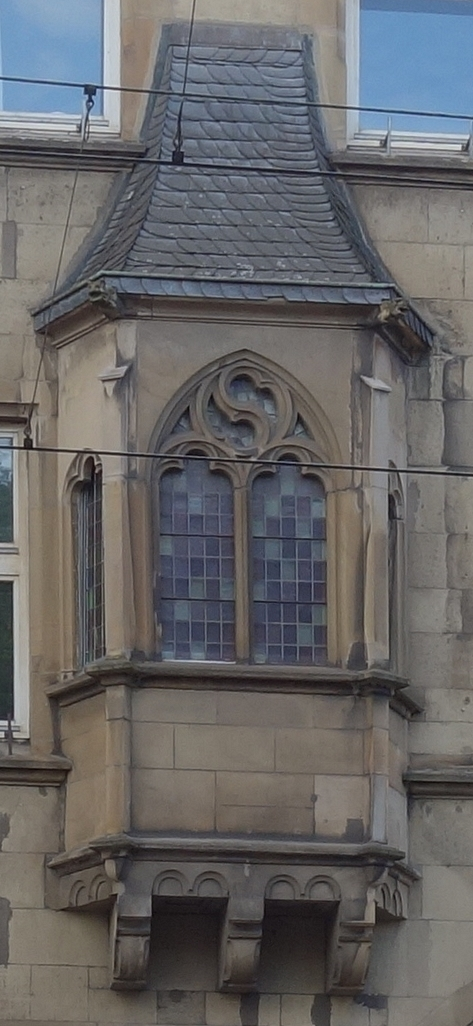
Erker an der Fassade zur Duisburger Straße

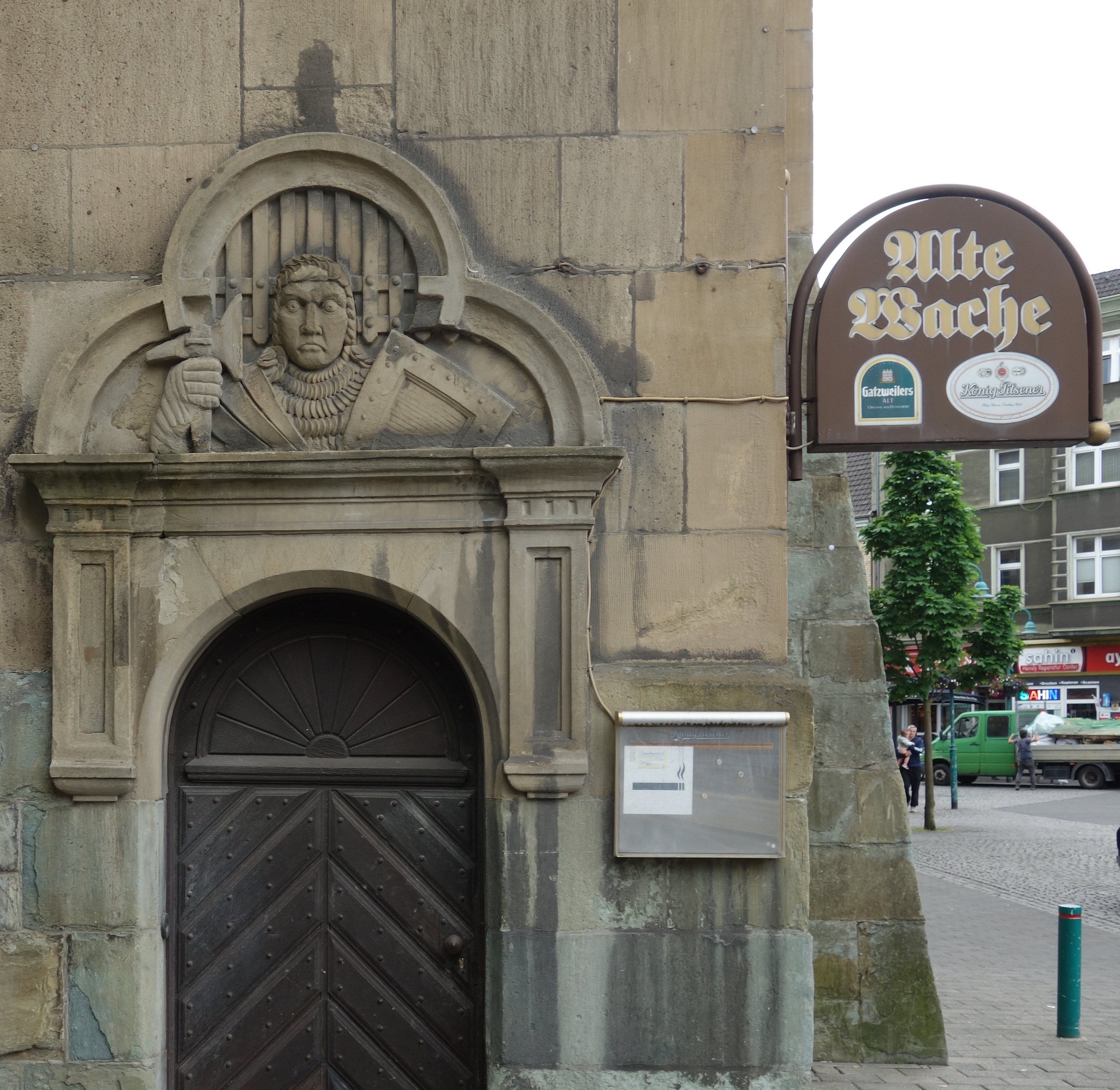
Eingang zur Alten Wache

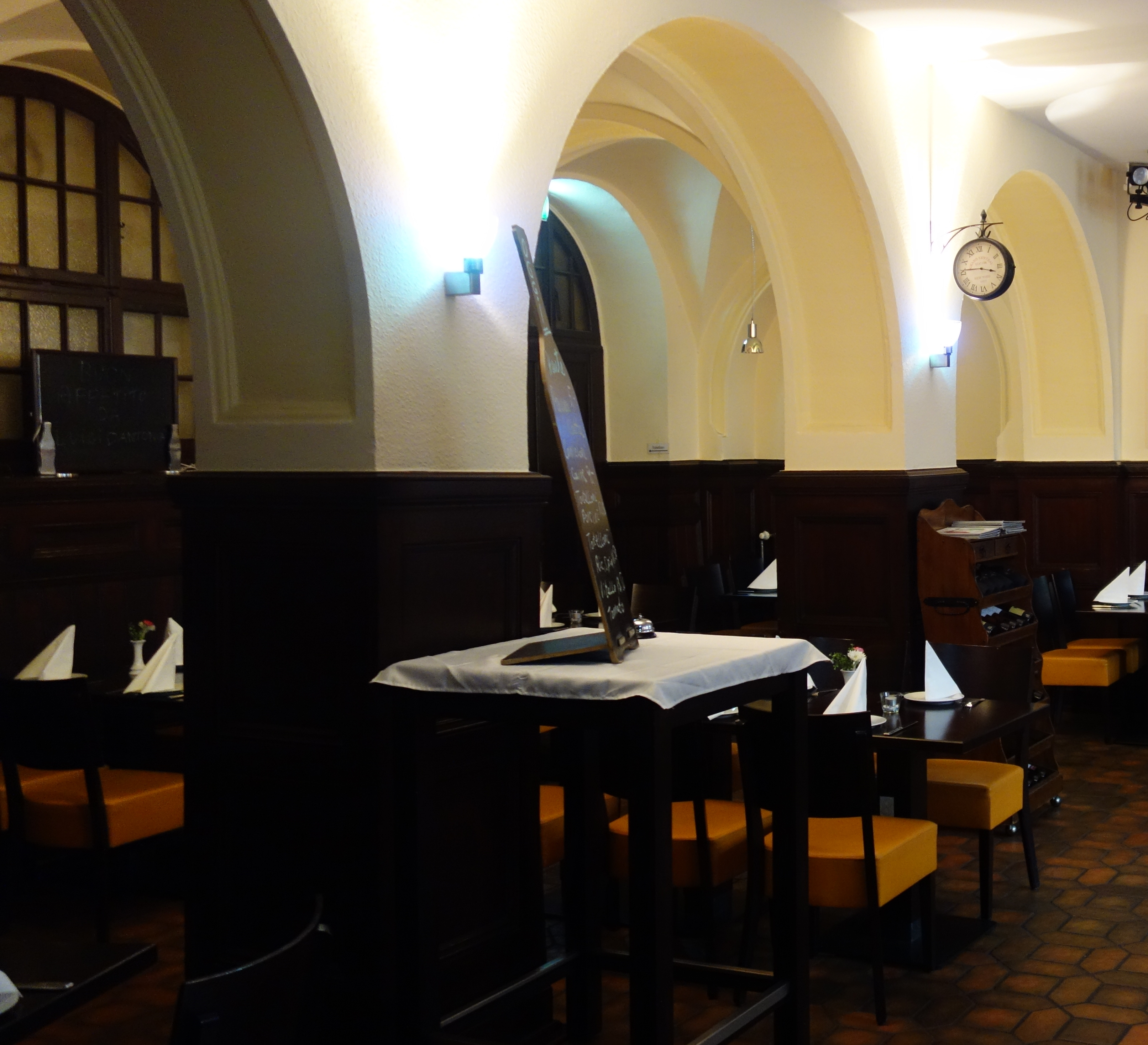
Innenansicht des Ratskellers

Das denkmalgeschützte Hamborner Rathaus ist eines der Wahrzeichen des Stadtbezirks Hamborn der kreisfreien Stadt Duisburg in Nordrhein-Westfalen.

## Geschichte
Nachdem am 1. April 1900 Hamborn eine selbständige Landbürgermeisterei geworden und auf circa 29.000 Einwohner angewachsen war, erwies sich der Bau eines eigenen Rathauses als notwendig. Am 14. November 1902 fand die Grundsteinlegung statt. Erbaut wurde das Rathaus nach Plänen des Krefelder Architekten Robert Neuhaus im historistischen Stil der Neorenaissance mit einer Natursteinfassade und einem Uhrturm. Eingeweiht wurde das Gebäude am 28. Juni 1904. Die Flügel wurden in den 1910er Jahren angebaut.

## Heutige Nutzung
Das Hamborner Rathaus ist heute Sitz des örtlichen Bezirksamts, welches folgende Verwaltungsstellen beherbergt:
- Erdgeschoss: Bürgerservice und Ausländerbehörde
- Erste Etage: Sozialamt, Bezirksmanagement, Bezirksamtsleitung und Sitzungssaal für die Bezirksversammlung
- Zweite Etage: Ordnungsamt und Standesamt
- Dritte Etage: Familien- und Jugendhilfe

Im Keller sind die Gastronomiebetriebe Alte Wache und Ratskeller Hamborn untergebracht.

## Sanierungsmaßnahmen
Nachdem sich im Herbst 2020 Stein- und Mörtelbrocken von der Fassade gelöst hatten, wurde im Oktober 2020 eine umfangreiche Gebäudesanierung eingeleitet, die inzwischen abgeschlossen ist. Sie umfasste unter anderem die Ausbesserung von Fugen, die denkmalgerechten Erneuerungen, bzw. Erhaltungsanstriche von Holzfenstern und Lamellen im obersten Turmbereich und bei den Erkern. Des Weiteren wurden an den Turmuhren die Zifferblätter restauriert und Glasscheiben erneuert.
Die Kosten für diese Maßnahmen, die von der Unteren Denkmalbehörde begleitet wurden, beliefen sich auf insgesamt etwa 250.000 Euro. Sie wurden zum Teil aus Mitteln der Denkmalpflege vom Land Nordrhein-Westfalen bestritten.

## Denkmalschutz
Das Hamborner Rathaus wurde am 19. März 1985 unter der Nummer 56 in die Liste der Baudenkmäler in Duisburg-Hamborn eingetragen.